# プリプリちぃちゃん!!
『プリプリちぃちゃん!!』は、篠塚ひろむによる日本の漫画作品である。『ちゃお』2015年4月号から2019年3月号まで連載された。2017年（平成29年）度、第63回小学館漫画賞児童向け部門受賞。
2017年4月から12月まで、毎日放送製作・TBS系列全28局ネットにてテレビアニメが放送された。

## あらすじ
地底に住んでいる地底人ちいちゃんはひょんなことから穴にはまり抜け出せなくなっていたところを下校中の少女佐伯夕花
（さえき　ゆうか）に助け出された。そして、夕花の家で先に住んでいた、宇宙人うっちゃんと共にお世話になることになる。

## 登場人物
声はテレビアニメ版における声優となっている。

### 地上人たち
佐伯 夕花（さえき ゆうか）
声 - 麻倉もも
本作の人間側の主人公。困っている人によく出会う体質を持つ女の子。中学受験に失敗し初登場時は公立中学校の中学2年生。ややつり目で、ストレートの長い紫色の髪が特徴。
困っている人を見ると助けずにはいられない優しい性格だが、たまに人間以外の変わったものを助けてしまうことがある。
裁縫や料理が得意だが、ネーミングセンスが悪いと言われる。高校入試に成功するため勉強をたくさんしている。
学校には仲のいい3人の女友達（アラちゃん〈声 - 真野あゆみ〉、えみちゃん〈声 - 江口菜子〉、みっちゃん〈声 - 伊達朱里紗〉）がいる一方、幼い頃に親戚の森和馬から意地悪をされていた影響で男子が苦手だが、同級生の周防には少しずつ心を許している。また、同じ男の子でも、地底人のちぃちゃんのことは「珍獣」だと思っているため平気らしい。
ちぃちゃん及び宇宙人のうっちゃんと出逢うまでは母の智花と2人暮らしで、父は海外で働いているらしく作中には登場していない（最終回で登場しており眼鏡をかけている）。
原作第25話以降は高校に進学し、演劇部に所属している。
周防 大和（すおう やまと）
声 - 堀江瞬
夕花の同級生の男子生徒。ひょんなことから、ちぃちゃんのことを知ることになり、夕花とも特別な関係を持つようになっている。
よく妹の遊び相手をしている関係からクレーンゲームが得意。
ちぃちゃん・うっちゃん・ジョーくんの3人を合わせて「へっぽこ3人組」と呼んでいる。
夕花のことが好きで一度告白している。その時点では交際には至っていなかったが、夕花の誕生日会で告白し、プロポーズを経て7年後に結婚した。
周防 あかり（すおう あかり）
声 - 佐藤有世
大和の妹で小学生。
兄を通してちぃちゃんのことを知り、ちぃちゃんを一目で気に入ってよく遊んでいる。また、夕花にちぃちゃんのぬいぐるみを作ってもらったり、うっちゃんが作ってくれた専用の携帯電話でちぃちゃんと連絡を取り合ったりしている。
夕花のことを気に入っており、夕花と義理の姉妹になるべく兄と夕花を結婚させようと画策しているためか、和馬を敵視している。
森 和馬（もり かずま）
声 - 島﨑信長、中野さいま（子供時代）
夕花の親戚で夕花の1つ年上の高校生。ちぃちゃん達の理解者。
幼い時から夕花のことが好きだが、小学校時代に彼女の気を引こうとしていたずらをしてきたため、夕花からは嫌われている。夕花の家庭教師をしている。
佐伯 智花（さえき ともか）
声 - 名塚佳織
夕花の母。勉強のことに関してはとても厳しい。ちいちゃん達の理解者。
過去走り屋であったらしく、山道を走ると昔の血が騒ぎ、ドリフトなど激しいドライビングテクニックを見せつける。
原田 サキ（はらだ さき）
夕花の高校の演劇部の先輩。虚弱体質なため体力がない。
三好 愛子（みよし あいこ）
夕花の高校の演劇部員。
中学までは、ずっと運動部に所属していたため、彼氏がおらず夕花と周防のような関係に憧れている。
五十嵐 太一（いがらし たいち）
演劇部に入部した新1年生。ちぃちゃんを助けたことがきっかけ。しかし、ちぃちゃん達を怖がっていたが、徐々に仲良くなる。
和馬曰く「さわやかイケメン」らしく敵視されている。

### 地底人たち

#### 主な地底人たち
ちぃちゃん
声 - 村川梨衣
本作の地底人側の主人公。地上見物から地底に戻ろうとして穴に入れず困っていたところを夕花に助けられた地底人の男の子。体の大きさはクレーンゲームの景品のぬいぐるみと同じぐらいで、ボールのように丸い体型をしている。体の色は黄色。「～でち」と言うのが口癖で、つぶらな瞳の目が特徴。本名は意味不明の地底語（漫画では読者にも読めない絵文字）で口で言っても聞き取れないため、夕花からは「地底人」の頭文字をもじって「ちぃちゃん」と呼ばれている。少しドジで羞恥心の強い性格で、自分の裸を見られると非常に恥ずかしがる。また、夕花と出会うまでは人間を恐ろしい存在だと思っており、夕花と出会ってからも彼女以外の人間には極力存在を知られないよう常に警戒しているが、同居人のうっちゃんに姿を消せるシールを作ってもらってからは比較的自由に外を出歩けるようになっている。
後に友人のジョーくんと再会し、地底人の村へ帰ることは可能になったが、本人は夕花に助けてもらった恩返しをすると言いつつ夕花の家で生活し続けている。
頭の上に生えているアンテナのような触角から光を出し、暗い所でも問題なく活動できる。
ジョーくん
声 - 長江里加
ちぃちゃんの友人。ぶっきらぼうだが友達思いの男の子で、地底人の村から行方不明のちぃちゃんを捜しに来た。地底人であるため、ちぃちゃんと同じ体型をしているが、目がジト目で体の色は緑色。「～じょ」と言うのが口癖であることから、夕花からは「ジョーくん」と呼ばれている。ちぃちゃんと同じく本名は地底語で読者にも読めない絵文字。
夕花にひそかな好意を抱いているが、夕花本人はおろか友人のちぃちゃんにも全く気付かれていない。
三つ子の弟と妹（声 - 伊達朱里紗、江口菜子、真野あゆみ）がいる。
のんちゃん
声 - 豊崎愛生
ちぃちゃんを尊敬する地底人の女の子。何かをデコるのが好き。体の色は桜色。「～のん」と言うのが口癖であるため、夕花から「のんちゃん」という呼び名をもらう。

#### アニメオリジナルの地底人たち
ちぃちゃんパパ
声 - 黒田崇矢
ちぃちゃんの父。アニメ12話で登場。体の色は黄色で、シルクハットをかぶり、口髭を生やしている。ちぃちゃんと同じく「～でち」と言うのが口癖。
家訓を守って夕花への恩返しに励むちぃちゃんを激励する。もぎ娘のファン。
ちぃちゃんママ
声 - かかずゆみ
ちぃちゃんの母。アニメ12話で登場。体の色は黄色で、エプロンとスカートを身に着けている。ちぃちゃんと同じく「～でち」と言うのが口癖。
記者くん
声 - 内藤玲
フッくん
声 - 小西克幸
ハテナ博士
声 - うえだゆうじ
もぎ娘 / リンちゃん、スーちゃん、ミカちゃん
声 - 江口菜子（リンちゃん）、真野あゆみ（スーちゃん）、伊達朱里紗（ミカちゃん）
ベレーさん
声 - 辻あゆみ
CHITEKO
声 - 木村昴
王子様と姫様
声 - 浪川大輔（王子様）、高垣彩陽（姫様）
地底魔人
声 - 高木渉
スポーツくん
声 - 内田雄馬
カッパ
声 - 戸松遥
コックちゃん
声 - 夏川椎菜
ニンマルくん
声 - 落合福嗣
音楽さん
声 - 遠藤綾
ダンさん
声 - 森久保祥太郎
雪男
声 - 安元洋貴

### 宇宙人
うっちゃん
声 - 黒瀬ゆうこ
ちぃちゃんが来る前に、乗っていた自作の宇宙船が壊れて困っていたところを山登りしていた夕花に助けられた宇宙人の女の子。「うっちゃん」という呼び名は、「宇宙人」の頭文字をもじったもの。身長は夕花よりもずっと低いが、ちぃちゃんよりは高い。体の色はピンク色で髪の毛はなく、瞳のない真っ黒な目が特徴。基本的にはおとなしく内気な性格だが、たまに鋭いことを言う。
手先が器用で、姿を消せるシールや小さくなれるコロン、他人の夢の中に入り込める機械などの不思議な道具を作り出すが、肝心の宇宙船の修理はなかなかうまくいかないと語っている。
普段は何も服を着ていないが、時おり夕花が作った女物の服を着せてもらって喜んでいる。
原作46話で宇宙船の修復が完了し、ちぃちゃんたちとの別れを惜しみつつ故郷の星に帰った。故郷の星では4年間行方不明扱いだったため星じゅうの宇宙人で大騒ぎとなった。当時は宇宙人の学校の学生だったが、猛勉強の末飛び級で研究者になった。しかし研究よりちぃちゃんたちとの日々がいとおしくなり、会いたさを募らせていたがうっちゃんママから背中を押され、地球で研究の地盤を置くことを決意、助手を連れ帰還した。今は佐伯家の地下室に設けた研究室で研究している。寝ぐせ
が悪く夕花を困らせたこともある。
タロウ
うっちゃんの助手を務める宇宙人の学生。少し軽薄。
地球に戻る決意をしたうっちゃんと同行し、夕花のところで居候することになった。

### その他
ライオンロボ
声 - 長谷川和也
砂漠虫
声 - 合田悠己
砂漠鳥
声 - 真野あゆみ
ピィちゃん
声 - 釘宮理恵

## 書誌情報
- 篠塚ひろむ 『プリプリちぃちゃん!!』小学館 〈ちゃおコミックス〉、全7巻
  1. 2015年11月27日発売[3]、ISBN 978-4-09-137893-4
  2. 2016年6月30日発売[4]、ISBN 978-4-09-138603-8
  3. 2017年3月1日発売[5]、ISBN 978-4-09-138893-3
  4. 2017年8月29日発売[6]、ISBN 978-4-09-139457-6
  5. 2018年2月28日発売[7]、ISBN 978-4-09-870023-3
  6. 2018年8月31日発売[8]、ISBN 978-4-09-870198-8
  7. 2019年4月30日発売[9]、ISBN 978-4-09-139457-6

## テレビアニメ
2017年4月15日から12月16日まで、ちゃお創刊40周年記念事業の一環として毎日放送の製作により、TBS系列全28局ネット『アニメサタデー630』第1部の後半（Bパート）にて放送。アニメーション制作はOLM。

### スタッフ
- 原作 - 篠塚ひろむ
- 原作協力 - 植田優生紀（第1話 - 第20話）→畑香織（第21話 - 第36話）
- 監督 - 池添隆博
- 副監督 - 山岸大悟
- シリーズ構成 - 土屋理敬
- キャラクターデザイン - 萩原しょう子
- 総作画監督 - 坪山圭一（第1話 - 第25話）→永作友克（第26話 - 第36話）
- プロップデザイン - ヒラタリョウ、森川さやか
- オリジナル地底人デザイン - 林里美
- 美術監督 - 魏斯曼
- 美術設定 - 海津利子
- 色彩設計 - なかむらちほ
- 撮影監督 - 山越康司
- 音響監督 - たなかかずや
- 音楽 - 若林タカツグ
- オープニング・エンディング主題歌協力 - ソニー・ミュージックエンタテインメント
- 音楽プロデューサー - 穴井健太郎、大隅啓良
- プロデューサー - 佐藤エミ、亀井博司、四竈泰介、古市直彦
- アニメーションプロデューサー - 櫻井涼介
- アニメーション制作 - OLM TEAM SAKURAI[注 2]
- 制作 - 小学館集英社プロダクション
- 製作 - ちぃちゃんプロジェクト

### 主題歌
いずれも主題歌は60秒扱い。発売元はMusicRay'n（ソニー・ミュージックエンタテインメント）。
オープニングテーマ
「トクベツいちばん!!」（第1話 - 第12話）
作詞 - 谷口尚久 / 作曲・編曲 - KOUGA / 歌 - 麻倉もも
「ツインズ」（第13話 - 第25話）
作詞・作曲・編曲 - HoneyWorks / 歌 - CHiCO with HoneyWorks
「カラフル」（第26話 - 第36話）
作詞・作曲・編曲 - 谷口尚久 / 歌 - 麻倉もも

エンディングテーマ
「ハニーアンドループス」（第1話 - 第12話）
作詞 - 仁科亜弓 / 作曲・編曲 - 古川貴浩 / 歌 - 豊崎愛生
「フワリ、コロリ、カラン、コロン」（第13話 - 第25話）
作詞 - 雪沢実花 / 作曲・編曲 - 植松芳裕 / 歌 - 夏川椎菜
「有頂天トラベラー」（第26話 - 第36話）
作詞・作曲 - Q-MHz / 編曲 - Q-MHz、やしきん  / 歌 - 戸松遥

### 各話リスト
| 話数   | サブタイトル                                     | 脚本     | 絵コンテ   | 演出                     | 作画監督                       | 放送日         |
| ------ | ------------------------------------------------ | -------- | ---------- | ------------------------ | ------------------------------ | -------------- |
| 第1話  | プリプリ! ちいちゃんがやってきたでち!            | 土屋理敬 | 池添隆博   | 山岸大悟                 | 坪山圭一                       | 2017年 4月15日 |
| 第2話  | びっくり!? プリプリショットでち!                 | 土屋理敬 | 池添隆博   | 森川さやか               | 九鬼朱                         | 4月22日        |
| 第3話  | ワクワク! ちぃちゃん学校へ行くでち!              | 赤尾でこ | 羽原久美子 | 羽原久美子               | 兒玉ひかる                     | 4月29日        |
| 第4話  | ドキドキ! おでかけは危険がいっぱいでち!          | 待田堂子 | 羽原久美子 | 羽原久美子               | 兒玉ひかる                     | 5月6日         |
| 第5話  | じょじょ! ちぃちゃんを救うじょ!でち!             | 福田裕子 | 山岸大悟   | 山本恵                   | はっとりますみ                 | 5月13日        |
| 第6話  | へっぽこ! ゆーかにいっぱい恩返しでち!            | 赤尾でこ | 西野理恵   | 山本恵                   | はっとりますみ                 | 5月20日        |
| 第7話  | ハッピー! あかりちゃんの誕生日でち!              | 待田堂子 | 森川さやか | 森川さやか               | 岡田絵里香                     | 5月27日        |
| 第8話  | キラキラ! デコるの大好きのんちゃんですのん!でち! | 笹川勇   | 山岸大悟   | 山岸大悟                 | 宍戸久美子                     | 6月3日         |
| 第9話  | スヤスヤ… ゆーかの夢へおでかけでち!              | 待田堂子 | 池添隆博   | 尋田耕輔                 | 武内啓 本田隆 中山裕美         | 6月10日        |
| 第10話 | ヒヤヒヤ! ゆーかとママの仲良し大作戦でち!        | 笹川勇   | 吉村文宏   | 野亦則行                 | 武内啓                         | 6月17日        |
| 第11話 | でっぷり!? スリムになりたいでち!                 | 福田裕子 | 大宙征基   | 吉村文宏                 | 中村路之将                     | 6月24日        |
| 第12話 | グラグラ! 地底へ里帰りでち!                      | 福田裕子 | 吉村文宏   | 吉村文宏                 | 青木一紀                       | 7月1日         |
| 第13話 | じょじょじょ!? 赤ちゃんパニックでち!             | 土屋理敬 | 森川さやか | 中川聡                   | 九鬼朱 中山裕美                | 7月8日         |
| 第14話 | パシャパシャ! 地底人記者の大スクープでち!        | 赤尾でこ | 山岸大悟   | 山岸大悟                 | 岡田絵里香 佐野みゆき          | 7月15日        |
| 第15話 | ゲキオコ! 家庭教師なんていらないっ!でち!         | 赤尾でこ | 羽原久美子 | 羽原久美子               | 奥原小花 兒玉ひかる 島田さとし | 7月22日        |
| 第16話 | サンサン! 夏の海をまんきつでち!                  | 待田堂子 | 羽原久美子 | 羽原久美子               | 奥原小花 兒玉ひかる 島田さとし | 7月29日        |
| 第17話 | まさか!? うっちゃんお別れでち!?                  | 待田堂子 | 池添隆博   | 野亦則行                 | 岡田絵里香                     | 8月5日         |
| 第18話 | はてはて? 家族旅行に出発でち!?                   | 笹川勇   | 志村錠児   | 山岸大悟 野亦則行 中川淳 | 中山裕美 本田隆                | 8月12日        |
| 第19話 | ドタバタ! 温泉旅館でおおはしゃぎでち!            | 笹川勇   | 志村錠児   | 山岸大悟 中川淳          | 中山裕美 佐野みゆき            | 8月19日        |
| 第20話 | もぎゅっ! フルーツ三人娘でち!                    | 福田裕子 | 志村錠児   | 牧俊治                   | 宍戸久美子                     | 8月26日        |
| 第21話 | 激突! 恋のバトルで大騒ぎでち!                    | 赤尾でこ | 大原実     | 福島利規                 | 武内啓 大藪佳奈子              | 9月2日         |
| 第22話 | たいへん! ゆーかが夏バテでち!                    | 笹川勇   | 大原実     | 福島利規                 | 武内啓                         | 9月9日         |
| 第23話 | がんばれ! えみちゃんは漫画家の卵でち!            | 待田堂子 | 山岸大悟   | 吉村文宏                 | 千葉茂                         | 9月16日        |
| 第24話 | チテコレ! ファッションショーてこ!でち!           | 福田裕子 | 志村錠児   | 吉村文宏                 | 中村路之将 山田桃子            | 9月23日        |
| 第25話 | メヂカラ! 絵本の世界で大冒険でち!                | 赤尾でこ | 池添隆博   | トヤマソウ               | 木下勇喜 佐野みゆき            | 9月30日        |
| 第26話 | スポポポ! ゆーかのドッジボール特訓でち!          | 笹川勇   | 西野理恵   | トヤマソウ               | 九鬼朱 中山裕美                | 10月7日        |
| 第27話 | ショーゲキ! 山でアイツにそうぐうでち!            | 待田堂子 | 羽原久美子 | 田中雄二                 | 大野勉                         | 10月14日       |
| 第28話 | デチデチ! ロボチィチャンデチ!でち!               | 福田裕子 | 羽原久美子 | 田中雄二                 | 島田さとし                     | 10月21日       |
| 第29話 | ウキウキ! ゆーかの誕生日でち!                    | 笹川勇   | 大原実     | 松永昌弘                 | 田島瑞穂                       | 10月28日       |
| 第30話 | スコココ! ピィちゃんお世話するでち!              | 赤尾でこ | 松永昌弘   | 松永昌弘                 | 野口莉英子 内山光              | 11月4日        |
| 第31話 | ニンニン! パンツをとりもどせでち!                | 待田堂子 | 鈴木龍太郎 | 野亦則行                 | 岡田絵里香 本田隆 中山裕美     | 11月11日       |
| 第32話 | プリちぃ! カワイイお部屋をつくるでち!            | 福田裕子 | 森川さやか | 牧俊治                   | 宍戸久美子                     | 11月18日       |
| 第33話 | ノリノリ! 歌のレッスンでち!                      | 笹川勇   | 福島利規   | 福島利規                 | 武内啓                         | 11月25日       |
| 第34話 | ウゴウゴ! 雪男とあそぶでち!                      | 赤尾でこ | 福島利規   | 福島利規                 | 武内啓                         | 12月2日        |
| 第35話 | さよなら!? ゆーかとお別れでち!?（前編）          | 土屋理敬 | 志村錠児   | 志村錠児                 | 河野仁美                       | 12月9日        |
| 第36話 | さよなら!? ゆーかとお別れでち!?（後編）          | 土屋理敬 | 山岸大悟   | 山岸大悟                 | 佐野みゆき 岡田絵里香          | 12月16日       |

### 放送局
| 放送期間                 | 放送時間           | 放送局                                       | 対象地域 | 備考                                                                         |
| ------------------------ | ------------------ | -------------------------------------------- | -------- | ---------------------------------------------------------------------------- |
| 2017年4月15日 - 12月16日 | 土曜 6:30 - 7:00   | 毎日放送（製作委員会参加）ほか TBS系列全28局 | 日本国内 | 『アニメサタデー630』第1部 番組名は『100%パスカル先生&プリプリちぃちゃん!!』 |
| 2017年12月5日 -          | 平日 15:00 - 15:30 | ディズニーチャンネル                         | 日本全域 | BS・CS放送 / 2話連続放送                                                     |

| 配信期間                 | 配信時間       | 配信サイト                                         |
| ------------------------ | -------------- | -------------------------------------------------- |
| 2017年4月15日 - 12月16日 | 土曜 7:00 更新 | TVer / MBS動画イズム / YouTubeちゃお公式アカウント |

| 毎日放送・TBS 土曜6:30 - 7:00枠 | 毎日放送・TBS 土曜6:30 - 7:00枠 | 毎日放送・TBS 土曜6:30 - 7:00枠                  |
| 前番組 | 番組名 | 次番組                                           |
| --- | --- | ------------------------------------------------ |
| 報道LIVE あさチャン!サタデー・第2部 ※6:00 - 7:00 （2016年4月2日 - 2017年3月25日） 【ここまでTBS制作の報道番組枠 （6:15まではネットワークセールス枠 以降はローカルセールス枠）】 | 100%パスカル先生&プリプリちぃちゃん!! （2017年4月15日 - 12月16日） 【ここから毎日放送制作のネットワークセールスの 『アニメサタデー630』枠（第1部）】 | 七つの大罪 戒めの復活 （2018年1月6日 - 6月30日） |